# DVD-Video

Weitere Variante des DVD-Video-Logos

Ein DVD-Video ist ein auf einer DVD-ROM gespeichertes  audiovisuelles Medium (meistens handelt es sich um Kinofilme) im DVD-Video-Format, einer technischen Spezifikation zur Speicherung von Videos auf einem DVD-Datenträger. Mitunter wird auch der Datenträger einer Video-DVD selbst als DVD-Video bezeichnet, auch wird mitunter das DVD-Video-Format verkürzt als „DVD-Video“ bezeichnet. Das DVD-Video-Format wurde vom DVD Forum geschaffen, um Zukunftssicherheit und problemlose Abspielbarkeit auf allen Geräten zu garantieren, aber nicht zuletzt auch, um das Medium unter der Kontrolle der Filmindustrie zu halten – so können DVD-Videos laut Standard nur auf autorisierten Geräten abgespielt werden. Das DVD-Video-Format ist die bekannteste DVD-Variante, weshalb der Volksmund entsprechende Filmdatenträger auch unpräzise als DVD bezeichnet. Andere bekannte Synonyme von DVD-Video sind DVD-Spielfilm, DVD-Film oder kurz DV-Film.

## Geschichte und Zukunft

### Entwicklungskonzepte
Das DVD-Video-Format ist der Nachfolger diverser Datenträger-Formate für Videodaten, wie etwa der VHS-Kassetten, Video-CD oder der Laserdisc. Der durchschlagende Erfolg des DVD-Video-Formats seit seiner Markteinführung 1997 beruht darauf, dass Nachteile der DVD-Vorgänger vermieden, aber deren Vorteile übernommen wurden, besonders aber auf seiner Vielseitigkeit, sowohl auf Personal Computern mit DVD-Laufwerk (mittels Mediaplayern) als auch auf DVD-Spielern über einen Fernseher wiedergebbar zu sein.
- Vom Video-CD-Format übernahmen die DVD-Video-Entwickler die Idee, dass ein Laufwerk für einen Video-Datenträger zugleich auch die damals schon verbreiteten Audio-CDs abspielen konnte. Für den Konsumenten ist eine solche Lösung sehr attraktiv, weil er mit dem Kauf eines Laufwerkes dieses flexibel für Audio oder Video nutzen kann.
Die Video-CD war allerdings in den meisten Teilen der Welt zumindest kommerziell ein Flop. Zwar bot das Video-CD-Format wie das Audio-CD-Format gegenüber den damals bekannten Videokassetten einen höheren Bedienkomfort (kein Spulen und kein Bandverschleiß), aber die Video-CD bot nicht wie die Audio-CD eine gegenüber ihren Vorgängern höhere Qualität. Insbesondere gegenüber der populären VHS-Kassette war die Bildqualität der Video-CD etwas schlechter; dazu kam die wesentlich kürzere Spielzeit, die für Spielfilme nicht ausreichte. Die Ursache lag an der zu kleinen Speicherkapazität einer CD für die damals bekannten Videokompressionsalgorithmen. Trotz dieser Nachteile hat die Video-CD die VHS in Japan fast vollständig verdrängt. Die Gerätehersteller reagierten mit der Forschung nach CD-artigen Datenträgern mit höherer Speicherkapazität.
- Von der sehr populären VHS-Kassette lernten die DVD-Entwickler, dass der Erfolg eines Video-Datenträgers nicht nur von seinen technischen Leistungsdaten abhängt, sondern auch von seiner Verbreitung.
Bei der Videokassette gab es anfangs verschiedene Videokassetten-Standards, wie etwa Betamax, Video 2000 usw. Letztlich setzte sich die qualitativ schlechtere VHS-Kassette durch, weil sie sich durch ein geschicktes Marketing schneller verbreitete. Die Leidtragenden des Wettkampfes der Videokassetten-Standards der Unterhaltungsindustrie waren die Unternehmen der Filmindustrie, weil sie ihre Filme in mehreren Videokassettenstandards gleichzeitig anbieten mussten, wenn sie alle Konsumenten erreichen wollten. Diese erhöhten Produktionskosten wollte die Filmindustrie bei der nächsten Video-CD-Generation vermeiden und intervenierte bei den zwei Parallelentwicklungen der Multimedia-CD (MMCD, von Sony und Philips) und der Super Density CD (SD, von Toshiba und Time Warner). Die Filmindustrie war bei dieser Weiterentwicklung in einer einflussreichen Stellung, weil ohne ihre Filme der Inhalt für die Videos fehlte. Der Interessenausgleich zwischen den Herstellern der Unterhaltungselektronik und der Filmindustrie wurde erstmals institutionell organisiert, und zwar durch das DVD Forum, das im Konsens der beiden Branchen den Nachfolgestandard festlegte. Erst dieser Konsens ermöglichte die schnelle Marktdurchdringung der DVD-Video, weil es nur eine technische Lösung von den wichtigsten Geräteherstellern wie Inhaltsanbietern gab.
- Von der Laserdisc lernten die DVD-Entwickler, dass für den Käufer eines Video-CD-artigen Datenträgers neben dem Film auch Extras, wie Audiokommentare, Hintergrundberichte und Trailer kaufentscheidend sind. Diese Extras stellen für den Filmliebhaber einen bedeutenden Zusatznutzen gegenüber einer vielleicht möglichen VHS-Aufnahme aus dem Fernsehen dar. Sie sind auf den meisten DVD-Videos enthalten.

Das waren die drei Hauptvorgänger der DVD-Videos, von denen das DVD-Video-Format viele Eigenschaften erbte. DVD-Videos sollten dabei ursprünglich nur kurz DVD heißen, für Digital Video Disc (englisch für „digitale Videoscheibe“). Der längere Name DVD-Video kam zustande, weil später im DVD Forum beschlossen wurde, alle CD-Varianten, wie z. B. die Audio-CD, Video-CD und CD-ROM, durch einen gemeinsamen Datenträger mit höherer Speicherkapazität zu ersetzen. So entstanden neben der DVD-Video u. a. die Formate DVD-Audio und DVD-ROM. Die drei Buchstaben „DVD“ wurden anfangs „umgedichtet“ zu Digital Versatile Disc (englisch für „digitale vielseitige Scheibe“). Das DVD Forum legte aber 1999 fest, dass DVD eine bedeutungslose Buchstabenkombination sei.

### Marktentwicklung
Die erste DVD-Video-Spezifikation des DVD Forums kam Ende 1995 heraus. In den Handel kamen DVD-Videos allerdings erst 1997, weil die Filmindustrie auf einer erweiterten Spezifikation bestand, die ihre klassischen Vermarktungsstrategien unterstützt. Dazu wurden der DVD-Video zwei technische Verbreitungskontrollen eingebaut, der Regionalcode und ein Kopierschutz (siehe Kapitel Verbreitungskontrolle).
- Die ersten DVD-Player – die auch Audio-CDs wiedergeben konnten – kamen Ende 1997 auf den Markt und kosteten umgerechnet typischerweise etwa 700 bis 900 €. Mit dem immer schnelleren Preisverfall der DVD-Player und auch der zugehörigen Filme bei gleichzeitigen technischen Verbesserungen wuchs die Verbreitung des DVD-Video-Formats. Seit Mitte 2004 ist ein DVD-Player ab etwa 40 € erhältlich.
- Seit 2001 wurden in Deutschland mehr Spielfilme auf DVD verkauft als auf VHS-Kassetten.[3]

### Nutzung
DVD-Video wird nicht nur zum Abspielen von Kauf-Videos genutzt, sondern seit der Jahrtausendwende auch zur Aufzeichnung von Fernsehfilmen oder zum Ansehen von Hobbyfilmen. Dafür kann man mit den beschreibbaren DVD-Varianten DVD±R, DVD±RW und DVD-RAM eigene DVD-Videos erstellen. Möglich wurde das, weil die beschreibbaren DVD-Varianten nicht industriell gepresst werden müssen, sondern mit sogenannten DVD-Brennern und DVD-Videorekordern selbst erstellt werden können. Damit ersetzten DVD-Videos die Videobänder, wie etwa VHS-, S-VHS- und Hi8-Bänder. Die Verbreitung optischer Laufwerke nimmt seit ca. 2015 stetig ab, die DVD verliert immer mehr an Bedeutung.

### Nachfolgertechnik
Während es in den Jahren 2000 bis circa 2008 viele verschiedene Nachfolgertechnologien gab (Enhanced Versatile Disc – EVD, Finalized Versatile Disc – FVD, Versatile Multilayer Disc sowie die HD DVD und die Blu-ray Disc), wurde bis auf die Blu-ray Disc die Entwicklung und/oder Vermarktung all dieser Alternativen eingestellt, so dass sich diese als Nachfolgedatenträger der DVD durchgesetzt hat. Für die beschreibbaren DVD-Varianten sind USB-Sticks gängiger Ersatz. 
Durch die hohen (Download-)Datenübertragungsraten vor allem von DSL-Anschlüssen können Videoinhalte auch heruntergeladen werden (vor allem aus dem Internet). Dies ermöglichte den Markteintritt der Streaming-Anbieter um die Mitte der 2010er Jahre. Einige hier wesentliche Anbieter im Jahr 2023 sind Netflix, Amazon Prime und Disney+. Deren umfangreiche Medienbestände können zu relativ günstigen monatlichen Pauschaltarifen nach Belieben angesehen werden. Insbesondere für Binge-Watching ist Streaming im Vergleich zum Disc-Kauf für gewöhnlich im Preisvorteil. Im Zuge dessen verliert auch die Blu-ray Disc zunehmend an Bedeutung.
Zusätzlich tragen die öffentlich-rechtlichen Sender dem veränderten Fernsehverhalten Rechnung und stellen ihre Produktionen in ihren Mediatheken frei zur Verfügung. YouTube und die sozialen Medien mit ihren ebenfalls freien Inhalten sowie die Nutzung internetfähiger Mobilgeräte verändern das Konsumverhalten ebenfalls hin zu Online-Inhalten.
Im weiteren Sinn können diese internetgestützten Formen des Videokonsums ebenfalls als Nachfolgertechnik betrachtet werden.

## DVD-Video aus Nutzersicht
Aus Nutzersicht wird vor allem die deutlich bessere Bild- und Tonqualität als ausschlaggebendes Argument für DVDs gegenüber den Vorgängern genannt. Zudem ist der Abspielmechanismus deutlich verschleißärmer, weil er ohne mechanischen Kontakt arbeitet. Auch hängt die Bildqualität durch die digitale Speicherung der Daten nicht direkt vom Zustand des Mediums ab. Des Weiteren entfällt das Spulen; auf eine DVD ist ein wahlfreier Zugriff möglich. Dadurch sind auch nicht sequentielle Funktionen wie der direkte Zugriff auf einzelne Kapitel möglich.
Darüber hinaus verfügen einige DVDs über Zusatzfunktionen wie zusätzliche Tonspuren für weitere Synchronisationsfassungen oder für Kommentare zu bestimmten Szenen. Auch sind zuschaltbare Untertitel möglich. Oft sind Bonusmaterialien enthalten, wie zum Beispiel eine Produktionsdokumentation des Films, Interviews und Kommentare mit Produktionsbeteiligten wie Regisseuren, Schauspielern oder weitere Extras wie Kinotrailer, Musikvideos oder gar Computerspiele.
Als nachteilig für Nutzer kann sich, so aktiviert, der Kopierschutz einer DVD erweisen. Weitere Nachteile bzw. Einschränkungen:
- Auf einem PC, auf dem ausschließlich Open-Source-Software läuft (z. B. von einer der vielen Linux-Distributionen), gibt es praktisch keine autorisierte Abspielmöglichkeit für Content-Scrambling-System-geschützte DVDs (eine Ausnahme bilden OEM-Player). Ein Abspielen ist dann nur durch ein Brechen des Schutzes möglich, was in vielen Ländern (u. a. Deutschland, Schweiz) eine große rechtliche Unsicherheit darstellt oder sogar illegal ist, und zwar auch dann, wenn man die abzuspielende DVD selbst käuflich erworben hat.
- Auch ist es ohne ein Brechen des Regionalcode-Schutzes nicht möglich, beispielsweise eine DVD aus den USA auf einem in Deutschland erworbenen Player abzuspielen. Inzwischen sind jedoch auch in Europa sogenannte Regionfree-Abspielgeräte erhältlich, die nicht nur jede DVD ungeachtet ihrer Herkunft, sondern auch verschiedenste andere Formate und Codes (MP3, DivX) abspielen können.
- Die DVD-Video-Spezifikation bietet dem Hersteller die Möglichkeit, sogenannte User Operation Prohibitions (UOPs, „Benutzer-Bedienungsverbote“) einzubauen. Dadurch werden bestimmte Bedienfunktionen wie z. B. freie Kapitelauswahl oder „Vorspulen“ für den Benutzer gesperrt. Viele DVD-Hersteller machen davon exzessiven Gebrauch, um nicht überspringbare „Anti-Raubkopierer“-Spots, Werbung für andere Filme und ähnliches einzubauen. Einige Software-Player ignorieren allerdings dieses Merkmal komplett (z. B. VLC-Player) oder bieten die Möglichkeit, es zu deaktivieren (z. B. Nero ShowTime).
- Einige DVD-Player merken sich bei Filmunterbrechung nicht die aktuelle Position im Film.
- DVDs sind für mechanische Beschädigungen relativ anfällig (jedoch deutlich weniger als CDs), weil sie keinen Schutz wie ein Caddy oder eine Anti-Kratz-Beschichtung bieten.

## Verbreitungskontrolle
Das DVD-Video-Format ist der erste Video-Datenträger, der gemeinsam von Geräteherstellern und der Filmindustrie spezifiziert wurde. Die Filmindustrie achtet dabei besonders auf eine technische Verbreitungskontrolle, die ihre traditionelle Vermarktung von Filmen auch im Zeitalter von DVD-Videos ohne Änderung erlauben soll.

### Regionalcode

#### Begründung für die RPCs
Mit dem Regionalcode, der exakt Regional Playback Control (RPC) heißt, sollte verhindert werden, dass z. B. ein DVD-Video aus den USA auf einem europäischen Gerät abspielbar ist. Das ist aus der Sicht der Filmindustrie aus einigen Gründen notwendig:
- Auch heutige Kinos werden primär mit Filmrollen versorgt, deren Vervielfältigungstechnik so zeitaufwendig ist, dass nach Meinung der Motion Picture Association (MPA) nicht alle Kinos der Welt gleichzeitig beliefert werden können. Diese Behauptung wurde jedoch mit der international gleichzeitigen Premiere des ersten Der-Herr-der-Ringe-Filmes sowie der zweiten Star-Wars-Trilogie widerlegt. Außerdem lässt sich mit diesem Argument nicht begründen, warum auch DVDs mit Filmklassikern, deren Kinoverwertung Jahre oder Jahrzehnte zurückliegt, mit Regionalcodes versehen werden.
- Zum anderen heißt es, dass ohne eine Regionensperre alle Konsumenten auf die DVD-Videos so lange warten müssten, bis die letzte Kinoverwertung des Films auf der ganzen Welt abgeschlossen ist. Teilweise beginnt jedoch heute der DVD-Verkauf gleichzeitig mit dem Kinostart in derselben Region.
- Auch verkaufen die Studios Vertriebsrechte an verschiedene Distributoren. Den Distributoren ist es recht, wenn sie ihren exklusiven Markt nicht nur rechtlich, sondern auch technisch absichern können. Insbesondere, wenn ein DVD-Video zu unterschiedlichen Preisen je nach Marktregion verkauft werden soll. Durch den Regional-Code sollte ein „Import“ verhindert werden, etwa aus den oft preiswerteren USA nach Europa.
- Um den unterschiedlichen Anforderungen an Jugendschutz- und Altersfreigabegrenzen besser nachzukommen, finden sich auf den Regionalausgaben einzelner DVD-Titel abweichende Schnittfassungen.
- Schließlich senkt eine nicht gleichzeitige Vermarktung eines Films auf der Welt das Vermarktungsrisiko, indem jede Erfahrung aus einem Land die Vermarktung in anderen Ländern erleichtern kann.

Aus Sicht des Mediennutzers sind Regionalcodes ein Hindernis, insbesondere, weil viele Filme und Serien in einzelnen Regionen erst spät, in gekürzter Form oder gar nicht erscheinen. Auch kann dadurch weniger Wettbewerb zwischen den verschiedenen DVD-Veröffentlichungen zustande kommen. Durch spezielle Rippprogramme können jedoch die Regionalcodes/Ländercodes ausgewählt bzw. entfernt werden, während sie auf die Festplatte gerippt werden, viele Software-DVD-Player wie zum Beispiel MPlayer ignorieren den Regionalcode sogar einfach.

#### Technik der Regionalcodes
Eine DVD-Video mit eindeutig gesetzten Regionalcodes kann normalerweise nur von einem DVD-Spieler gelesen werden, der auf einen dieser Regionalcodes eingestellt ist. Der Markt bietet auch „regionalcodefreie“ Spieler an, die DVD-Videos aus allen Regionen abspielen. Manchen Geräten kann man dieses auch durch ein Firmware-Update oder durch über die Fernbedienung einzugebende Codes nachträglich beibringen. Dadurch erlischt aber in der Regel die Garantie. „Regionalcodefreie“ Spieler führen allerdings nicht unbedingt bei jedem DVD-Video zu einem Erfolg, da manche DVD-Videos durch eingebaute Scripting-Möglichkeiten den Regionalcode des Spielers abfragen und sich dementsprechend anders verhalten können.

Übersicht über die verschiedenen Regionen

#### Das Zonenmodell der RPCs
Diese Codes sind folgende:
| Code | Region                                                                      |
| ---- | --------------------------------------------------------------------------- |
| 1    | USA, Kanada und US-Außenterritorien                                         |
| 2    | West- und Mitteleuropa, Grönland, Südafrika, Ägypten und Naher Osten, Japan |
| 3    | Südostasien, Südkorea, Hongkong, Indonesien, Philippinen, Taiwan            |
| 4    | Australien, Neuseeland, Mexiko, Zentralamerika, Südamerika                  |
| 5    | Osteuropa und andere Länder der ehemaligen UdSSR, Indien, Afrika            |
| 6    | Volksrepublik China                                                         |
| 7    | Reserviert für zukünftige Nutzung                                           |
| 8    | Internationales Territorium, zum Beispiel in Flugzeugen oder auf Schiffen   |

Umgangssprachlich haben sich die Begriffe Regionalcode 0, RC 0, R0 für DVDs eingebürgert, die mehrere oder gar alle Regionalcodes gesetzt haben. Einen Regionalcode 0 für DVDs gibt es jedoch offiziell nicht – es ist eine Herstellerbezeichnung.
Für Abspielgeräte wird „Regionalcode 0“ als Synonym für „ignoriert sämtliche Regionalcodes“ verwendet.

### Verschlüsselung
Kommerzielle DVDs sind mit dem Content Scramble System (CSS) verschlüsselt, das das Anfertigen unverschlüsselter Kopien der DVD (etwa zur Weitergabe auf anderen Medien) oder die Aushebelung des Regionalcodes verhindern soll. CSS führte zu Problemen für die Entwickler von DVD-Playern auf Open-Source-Basis, da diese prinzipbedingt nicht die erforderlichen Schlüssel zur Entschlüsselung von der DVD Copy Control Association erhalten können – da diese Schlüssel bei Open Source ebenfalls veröffentlicht werden müssten. Das hat unter anderem zur Entwicklung des Open-Source-Programms DeCSS geführt.

## Technischer Aufbau
Im Folgenden einige Fachbegriffe aus dem Bereich DVD-Authoring:

### Verzeichnisstruktur und Dateinamen
Die Verzeichnisstruktur und Dateinamen einer DVD sind ebenfalls standardisiert. Folgende Struktur muss im Dateisystemformat UDF V1.02 gegeben sein, damit eine maximale Kompatibilität mit jedem DVD-Player sichergestellt ist:

#### AUDIO_TS
Das Verzeichnis AUDIO_TS (Audio Title Sets) ist für die Kompatibilität mit einer DVD-Audio nötig. Meistens ist dieses Verzeichnis vorhanden, aber leer.

#### VIDEO_TS

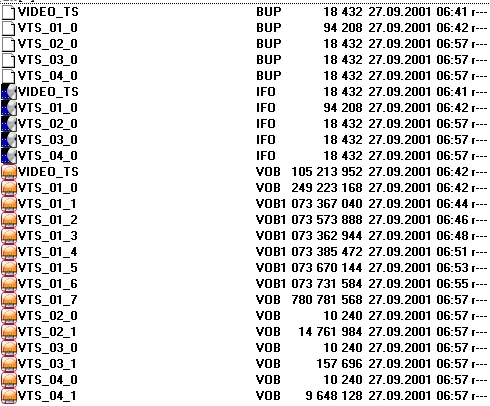
Die typische DVD-Video-Struktur: Listing der Dateien eines Video-DVD-Inhalts.

Das Verzeichnis VIDEO_TS (Video Title Sets) enthält die eigentlichen Videodaten eines DVD-Videos. Folgende spezifizierte Dateien sind dort u. a. anzutreffen:
- VIDEO_TS.IFO   Diese Datei enthält Informationen zum Video Manager Menu (VMGM) für Aufbau und Navigation sowie Informationen zur Wiedergabe der VIDEO_TS.VOB-Dateien.
- VIDEO_TS.BUP   Backup der VIDEO_TS.IFO-Datei (auch VMGI_BAK für „Video Manager Information Backup“ genannt).
- VIDEO_TS.VOB   enthält die Video-Objekte für das Title-Menü und gemultiplexte Video-, Untertitel- und Audiodateien. Diese Datei wird auch als VMGM_VOBS für „Video Manager Information Video Object Set“ bezeichnet.
- VTS_01_0.IFO   (Video Title Set Information; VTSI); enthält Informationen über das Video Title Set und das Video Title Set Menu. Die erste Zahl (01) gibt die Title-Set-Nummer an, die zweite Zahl (0) ist immer 0.
- VTS_01_0.BUP   VTSI_BAK; Backup der VTS_01_0.IFO-Datei.
- VTS_01_0.VOB   VTSM_VOBS; enthält die Video-Objekte des VTS-Menüs. Diese Datei ist nur vorhanden, wenn dieses Title Set ein Menü besitzt. Die erste Zahl (01) gibt die Title Set Nummer an, die zweite Zahl (0) ist bei Title Set Menu VOBs immer 0.
- VTS_01_1.VOB   VTSTT_VOBS; enthält die Video-Objekte der Titel. Die erste Zahl (01) gibt die Title Set Nummer an, die zweite Zahl (1) die Dateinummer (die maximale Dateigröße auf DVD-Videos ist 1 GB, weshalb es notwendig werden kann, die Daten in mehrere Dateien aufzuteilen).

#### JACKET_P
Bestimmte DVD-Player nutzen das optionale und oft nicht vorhandene Verzeichnis JACKET_P (Jacket Picture), um aus ihm eine Grafikdatei zum Anzeigen eines Logos auszulesen. Dieses Logo muss mehrfach für verschiedene Auflösungen und Fernsehnormen abgelegt werden:
- J00___5L.MP2   Bilddatei in großer Auflösung von 720×480 Pixel für NTSC-Fernseher
- J00___5M.MP2   Bilddatei in mittlerer Auflösung von 176×112 Pixel für NTSC-Fernseher
- J00___5S.MP2   Bilddatei in kleiner Auflösung von 96×64 Pixel für NTSC-Fernseher
- J00___6L.MP2   Bilddatei in großer Auflösung von 720×576 Pixel für PAL-Fernseher
- J00___6M.MP2   Bilddatei in mittlerer Auflösung von 176×144 Pixel für PAL-Fernseher
- J00___6S.MP2   Bilddatei in kleiner Auflösung von 96×80 Pixel für PAL-Fernseher

### Videoformate
Die Videodaten einer DVD liegen normalerweise als MPEG-2-komprimierter Datenstrom vor. Das ältere MPEG-1-Format der Video-CD wird ebenfalls unterstützt, hat jedoch kaum praktische Bedeutung. Der Standard sieht eine Datenrate für Audio und Video von insgesamt bis zu 9,8 Mbit/s vor.
PAL-DVDs (z. B. in Europa verwendet) bieten eine Auflösung von 704 × 576 / 720 × 576 Bildpunkten mit einer Bildfrequenz von 25 Hz, während die im amerikanischen Raum und in Japan verbreiteten NTSC-DVDs eine Auflösung von 704 × 480 / 720 × 480 Punkten bei einer Frequenz von 29,97 Hz aufweisen. Auf NTSC-DVDs können Videos jedoch auch in 23,976 Hz vorliegen, ein Flag im Videostrom teilt dem Ausgabegerät mit, welche Halbbilder es doppelt zeigen kann, um auf die für NTSC-Ausgabe nötigen 29,97 Hz zu kommen. Gesonderte SECAM-DVDs existieren nicht, da sich PAL und SECAM lediglich in der Art der Farbkodierung, nicht aber in Auflösung und Bildfrequenz unterscheiden und die Farbkodierung nicht auf der DVD gespeichert, sondern erst bei Bedarf im Player erzeugt wird.
Auf DVD-Videos kann Video in Halbbildern ("interlaced") mit 50 pro Sekunde bei PAL und 59,94 pro Sekunde bei NTSC, oder in Vollbildern ("progressive") vorliegen. Damit Ausgabegeräte, die nur in Vollbildern bei der nötigen Bildfrequenz arbeiten können, die Bilder besser darstellen können, kann im Videostrom markiert werden, welche Halbbilder zusammengehören und zusammengesetzt ein Vollbild ergeben.
Pixel sind auf einer DVD nicht quadratisch. Die Auflösungen 704 × 576 und 704 × 480 erzeugen beide ein Bild mit einem Seitenverhältnis von exakt 4:3. Die Auflösungen 720 × 576 und 720 × 480 benutzen die gleichen Pixel, das heißt, sie erzeugen ein Bild, das etwas breiter als 4:3 ist. 352 × 576 und 352 × 480 benutzen doppelt so breite Pixel, so dass diese auch ein exaktes 4:3-Bild erzeugen. 352 × 288 und 352 × 240 benutzen wiederum doppelt so breite und doppelt so hohe Pixel wie 704 × 576 und 704 × 480, so dass ein gleich großes Bild mit einem Viertel an Auflösung entsteht.
In den Auflösungen 720 × 576, 720 × 480, 704 × 576 und 704 × 480 kann man Videos anamorph speichern. Anamorphe Speicherung bedeutet, dass ein 16:9-Video in ein 4:3-Bild gestaucht und bei der Wiedergabe wieder entzerrt wird. Dadurch benötigt man bei der Speicherung keine schwarzen Balken oben und unten (auch Letterboxing genannt). Bei der Wiedergabe auf 4:3-Fernsehern wird das Bild vom DVD-Player vertikal gestaucht und die schwarzen Balken erzeugt. Wenn das Bild aber auf einem 16:9-Fernseher ausgegeben wird, wird das Bild mit den vollen 576 bzw. 480 Zeilen zum Fernseher übertragen und dort auf volle Breite entzerrt. Dadurch hat man auf 16:9-Fernsehern eine höhere Auflösung, als wenn das Video nicht anamorph gespeichert wäre.
| Auflösung | System | Codec  | mögliche Seitenverhältnisse          |
| --------- | ------ | ------ | ------------------------------------ |
| 720 × 576 | PAL    | MPEG-2 | etwas breiter als 4:3, 16:9 anamorph |
| 720 × 480 | NTSC   | MPEG-2 | etwas breiter als 4:3, 16:9 anamorph |
| 704 × 576 | PAL    | MPEG-2 | 4:3, 16:9 anamorph                   |
| 704 × 480 | NTSC   | MPEG-2 | 4:3, 16:9 anamorph                   |
| 352 × 576 | PAL    | MPEG-2 | 4:3                                  |
| 352 × 480 | NTSC   | MPEG-2 | 4:3                                  |
| 352 × 288 | PAL    | MPEG-1 | 4:3                                  |
| 352 × 240 | NTSC   | MPEG-1 | 4:3                                  |

### Tonformate
Der Ton einer Video-DVD kann in den Formaten PCM (bis 7.1, unkomprimiert), DTS (bis 5.1 und DTS-ES Discrete 6.1, datenreduziert), MPEG-1 Audio Layer 2 (Stereo, datenreduziert), MPEG-2 Multichannel (bis 7.1, datenreduziert) oder Dolby Digital AC-3 (bis 5.1, datenreduziert) vorliegen. NTSC-Player müssen lediglich PCM und Dolby Digital unterstützen, die übrigen Formate sind optional.
In Ländern, in denen die PAL-Fernsehnorm verwendet wird, waren ursprünglich nur PCM, MPEG-1 Audio Layer 2 und MPEG-2 Multichannel als verbindlich vorgesehen. Auf Druck von Öffentlichkeit und Industrie wurde jedoch auch Dolby Digital für die Hersteller PAL-kompatibler DVD-Player ein verbindliches Tonformat.
Eine DVD-Video unterstützt bis zu acht verschiedene Tonspuren. Das wird z. B. genutzt, um verschiedene Audioformate und / oder Sprachen auf einer DVD unterzubringen. Daneben stehen noch 32 Untertitelspuren zur Verfügung.

### Menüstruktur
DVD-Inhalte sind in Titel unterteilt (z. B. Filme), die wiederum in Kapitel (z. B. Szenen) unterteilt sein können. Titel und Kapitel können über graphisch bearbeitete Menüs eingesehen und ausgewählt werden; sind keine Menüs vorhanden, startet der Filminhalt beim Abspielen der DVD sofort. Eine DVD hat neben dem Titel- und dem Kapitelmenü noch ein sogenanntes Hauptmenü, welches dem Titelmenü untergeordnet ist und üblicherweise Verweise zu den Audio- und Untertitelmenüs oder auch zum Kapitelmenü enthält. Beim Abspielen einer DVD wird zuerst immer das Titelmenü geöffnet.
Zum Verbessern der Interaktivität einer DVD stehen dem Gestalter vielfältige Möglichkeiten zur Verfügung. Es gibt mehrere Möglichkeiten, ein DVD-Menü aufzubauen. Die Hintergründe eines Menüs können aus einem statischen Bild oder aus einem Videostrom bestehen. Für diesen gelten dann die gleichen Vorgaben wie für das restliche Videomaterial. Dabei muss die Schleife sehr geschickt angelegt werden, damit ein kleiner Ruckler am Ende des Videos so unauffällig wie möglich versteckt werden kann. Die Mittel der Wahl reichen dabei von Morphings, über gleich lange, zusammengeschnittene Szenen in einer Sequenz, die beständig wiederholt wird, bis hin zu einer einfachen Slideshow von Stills.
Auch für die Menüpunkte gibt es verschiedene Möglichkeiten der Realisierung. Die gängigste Methode ist die Verwendung von Untertitelspuren, mit deren Hilfe sich eine maximal vierfarbige, in PAL-Auflösung eingestellte Bitmap mit einem Menüpunkt überlagern lässt. Diese Grafik kann drei verschiedene Zustände haben:
1. nicht ausgewählt
2. ausgewählt
3. aktiviert

Eine andere Möglichkeit ist die Benutzung von „Vollfarbenmenüs“, was verschiedene Vor- und Nachteile birgt. Denn in Vollfarbenmenüs lassen sich zwar die verschiedenen Menüpunkte durch Vollfarbenbilder darstellen, aber es muss immer ein komplett neues Menühintergrundbild geladen werden, was die Navigation erheblich verlangsamen kann. Außerdem hat jeder Menüpunkt nur noch zwei Zustände zur Verfügung:
1. nicht ausgewählt
2. ausgewählt

Das stört besonders dann, wenn nach dem Aktivieren eines Menüpunktes eine gewisse Ladezeit vergeht, was bei einer Untertitelspur dann durch den Zustand „aktiviert“ klar wird. Diese Rückkopplung fehlt bei einem Vollfarbenmenü.
In ein Menü dürfen maximal 36 Knöpfe eingebaut sein. Dabei muss beachtet werden, dass Untertitelspuren nicht skaliert werden. Das heißt, wenn auf einer DVD ein Menü in 16:9 und in 4:3 sein soll, müssen die mit Untertitelspuren eingebauten Knöpfe auch in beiden Formaten vorliegen. Somit sind pro Menü nur noch 18 Knöpfe möglich, da jeder Knopf doppelt in das Video eingebettet werden muss.

### Programmierung
Das Abspielverhalten einer DVD kann durch Programmierung bestimmt werden. Dazu gibt es einen Befehlssatz und 16 Speicherstellen, die sog. General Parameters – GPRMs, die für eigene Programme genutzt werden können. Auf die GPRMs kann man lesend und direkt schreibend zugreifen. Jede dieser 16 Speicherstellen kann eine Zahl im Bereich 0–65535 speichern. Je nach verwendetem DVD-Authoring-Programm kann die Anzahl der frei verwendbaren Speicherstellen eingeschränkt sein. Das Programm DVDMaestro von Spruce Technologies erlaubt beispielsweise die Verwendung von acht Speicherstellen für eigene Programme, die übrigen acht werden für interne Zwecke verwendet.
Mit der Programmierung kann beispielsweise das Verhalten des Abspielgerätes bestimmt werden, wenn die Menütaste der Fernbedienung gedrückt wird, während ein Film abgespielt wird. Hier kann man durch entsprechende Programmierung bestimmen, dass der dem gerade abgespielten Kapitel entsprechende Knopf im Kapitelmenü voreingestellt wird.
Auch lassen sich Einstellungen des DVD-Players wie Sprache und Seitenverhältnis auslesen. Diese Informationen stehen in den sogenannten System Parameters – SPRMs. Auf diese kann man bei der Programmierung meist nur lesend zugreifen. Auf einige wenige kann man mittels eigener Befehle aus dem Befehlssatz auch schreibend zugreifen. Als Beispiel sei der SPRM 8 genannt, der die Information enthält, welcher Knopf eingestellt ist.

## Normen, Standards und Lizenzierung
Von der DVD-Video gibt es im Gegensatz zu den anderen DVD-Varianten, wie etwa der DVD-ROM, DVD-RAM usw., weder Normen von der ISO noch öffentliche Standards etwa bei der ECMA. Das DVD Forum ist bei DVD-Video nicht diesen üblichen Weg gegangen, weil sie damit mehr Möglichkeiten zur Sicherstellung des DVD-Kopierschutzes und der Kompatibilität von DVD-Geräten erhält.
Die exakte DVD-Video-Spezifikation ist nur gegen eine Gebühr und unter besonderen Auflagen beim DVD Forum erhältlich. Nur Hersteller, welche die Kriterien des DVD Forums erfüllen, erhalten das Recht, das Kompatibilitätslogo auf ihren Produkten anbringen zu dürfen (Lizenzierung), wie etwa auf DVD-Abspielgeräten oder DVD-Video-Medien. Es existiert jedoch ein Leitfaden namens „DVD-Video Software Production Guide“, welcher von Philips als Referenz für das DVD-Authoring und die Produktion von Filmen und Software für DVD-Video herausgegeben worden ist und vom DVD Forum genehmigt wurde.